# Homme de Ceprano
L'Homme de Ceprano (prononcer /tʃeprano/ en italien) est le nom donné au crâne fossile Ceprano 1, découvert en 1994 près de Ceprano, dans le Latium, en Italie. Après plusieurs datations provisoires, ce crâne a été finalement daté de 353 000 ans en 2011. Les chercheurs sont partagés sur l'attribution de ce fossile qui ne montre pas de caractères néandertaliens. Les dernières études tendent à le rattacher à l'espèce Homo heidelbergensis.

## Découverte
La découverte date du 13 mars 1994 : l'archéologue Italo Biddittu cherchait assidûment des fossiles lors des prospections de surface effectuées pour le tracé d'une route près de Ceprano. Il découvrit les fragments du crâne, qui avait été éclaté par un bulldozer en une cinquantaine de morceaux. Italo entreprit une exploration de plusieurs semaines pour rassembler ces fragments. Cependant les éléments faciaux restèrent introuvables,. Les morceaux étaient inclus dans une couche d'argile, ce qui a conduit Biddittu à surnommer le crâne Argil.

## Description
Le fossile était initialement très fragmenté, en plus d'avoir subi une déformation taphonomique conséquente. Ses reconstructions ont ainsi été revues depuis sa découverte, jusqu'en 2017 pour la dernière en date. Ses traits identifiables sont relativement archaïques, éloignés de ceux de Néandertal, et ont peu de similitudes avec ses contemporains connus. Tous ces éléments, en plus du bousculement de la datation, ont laissé imaginer de nombreuses hypothèses de classement divergentes,,,, allant même jusqu'à créer en 2003 l'espèce Homo cepranensis. Faute de pouvoir le relier clairement à d'autres spécimens européens du Pléistocène moyen, il contribue à illustrer la diversité des types morphologiques qui précèdent ou accompagnent Néandertal, aux côtés des autres découvertes de cette période en Europe,,.

## Datations
Sa première datation, d'environ 800 000 ans,, avait d'abord fait de lui l'un des plus vieux fossiles européens connus, contribuant ainsi à renforcer la thèse d'une colonisation ancienne de l'Europe. Cependant d'autres fossiles plus anciens furent découverts par la suite sur le continent, comme à la Sima del Elefante en 2007, ou encore à Orce en 2013, deux sites espagnols dont les fossiles humains datent de plus de 1,2 Ma,.
D'autre part, la datation du crâne de Ceprano a subi entre 2009 et 2011 une série de trois corrections qui ont rajeuni le fossile de moitié, pour aboutir à un âge d'environ 353 000 ans,,. Elles retirent ainsi à Ceprano 1 son rôle de preuve d'un peuplement ancien de l'Europe, tandis qu'elles en font un exemple de la diversité du Pléistocène moyen,.
- En 1996, la publication de la découverte annonce que les morceaux du crâne se trouvent sous une couche volcanique, datée par le potassium-argon (K-Ar) de 700 000 ans, et propose une date d'environ 800 000 ans[2], confortée par les premières reconstructions du crâne qui le classent en Homo erectus[2],[6].
- En 2009 toutefois, les estimations géochronologiques précédentes sont balayées par une nouvelle estimation à environ 450 000 ans, en tout cas cadrée entre 580 000 et 350 000 ans, d'après des datations au potassium-argon de faciès de pollens de la vallée[14].
- En novembre 2010, l'estimation précédente est reprécisée entre 430 000 et 385 000 ans[10].
- Enfin, en octobre 2011, la datation par 40Ar/39Ar conduit à un âge encore inférieur, d'environ 353 000 ans, à 4 000 ans près[1].

En 2017, la reconstruction informatique des déformations taphonomiques subies par le fossile montre que la couche géologique où il a été découvert est bien sa couche d'origine, ce qui confirme les dernières datations basées sur les sédiments.

## Reconstitutions et classification

### Reconstruction délicate

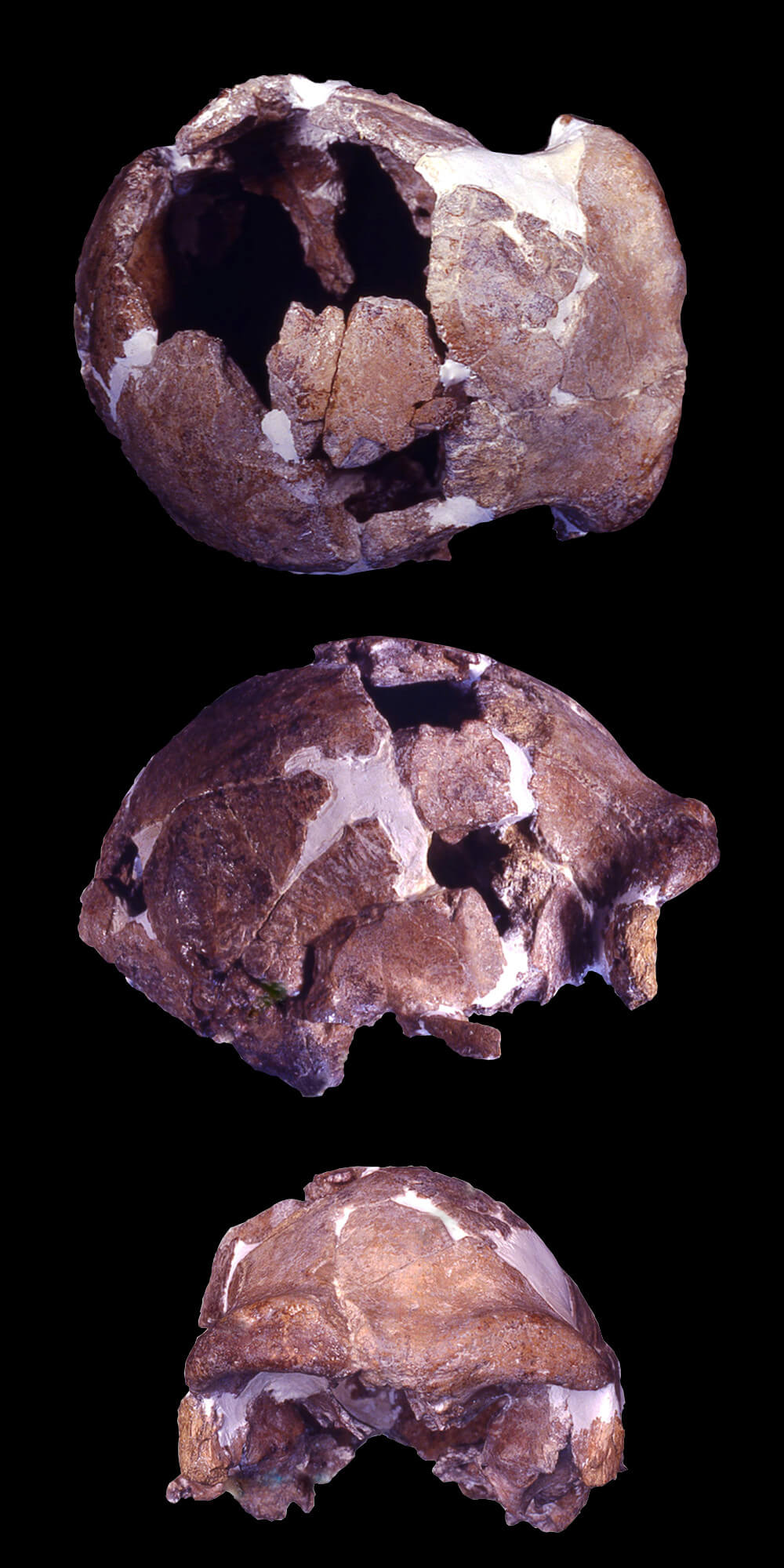
Le fossile actuel, selon la reconstruction de 2000,.

La première reconstruction par l'équipe de Ceprano conduit à un volume crânien de 1 158 cm3. Alors que la datation était encore supposée à environ 800 000 ans, les découvreurs proposent de classer le fossile en Homo erectus, sur la base de ses caractéristiques apparentes. Ces premiers travaux sont publiés en 1996.
Cette approche est d'abord réévaluée en 2000 par le sud-africain Ronald J. Clarke (université du Witwatersrand). Il conclut également à un classement en Homo erectus mais revoit le volume à 1 067 cm3. Peu après, un dernier avis sur la reconstruction est proposé par Marie-Antoinette de Lumley, de l'institut de paléontologie humaine, à Paris, et Francesco Mallegni, de l'Université de Pise. Ils notent que deux tiers seulement des caractéristiques d'Homo erectus sont visibles et concluent à un volume crânien de 1 057 cm3.
En 2003 en revanche, sur la base d'une comparaison informatique des caractéristiques du crâne avec celles d'autres représentants connus du genre Homo, l'équipe propose d'en faire une nouvelle espèce. Homo cepranensis serait davantage apparenté à une forme précoce d'Homo rhodesiensis, contribuant peu au peuplement européen, et ayant émigré d'Afrique il y aurait environ 1 Ma. L'hypothèse n'est pas partagée unanimement mais semble toutefois plausible.
En 2017, une nouvelle reconstruction est effectuée par imagerie 3D. Le plâtre utilisé lors des reconstructions précédentes gêne les modifications nouvelles sur le fossile mais peut être virtuellement retiré sur le modèle, montrant alors des erreurs importantes dans la reconstruction physique antérieure. Cette nouvelle reconstruction virtuelle effectuée, les chercheurs ont ensuite appliqué au modèle 3D un algorithme qui inverse la déformation taphonomique subie par le crâne. Ils parviennent ainsi à retrouver une forme plus naturelle et symétrique, qui devrait permettre de revoir les nombreuses interprétations divergentes basées sur la morphologie complexe du fossile. Selon les auteurs, cette nouvelle visualisation réduit l'intensité des caractères qui faisaient de ce crâne un spécimen si particulier, et le rapprocherait alors d'autres fossiles comme ceux de Kabwe et de Petralona.

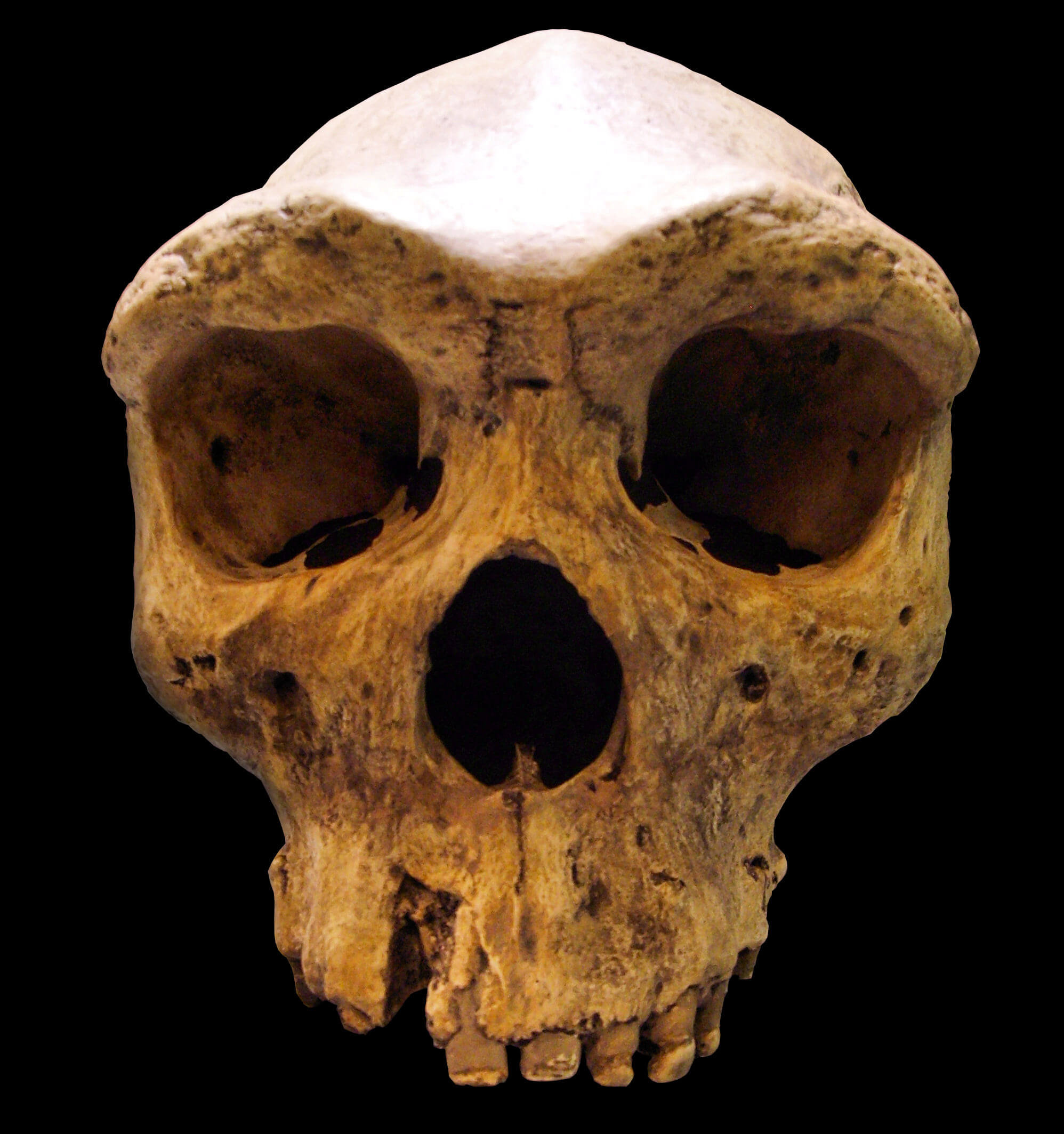
Homme de Kabwe, 300 ka
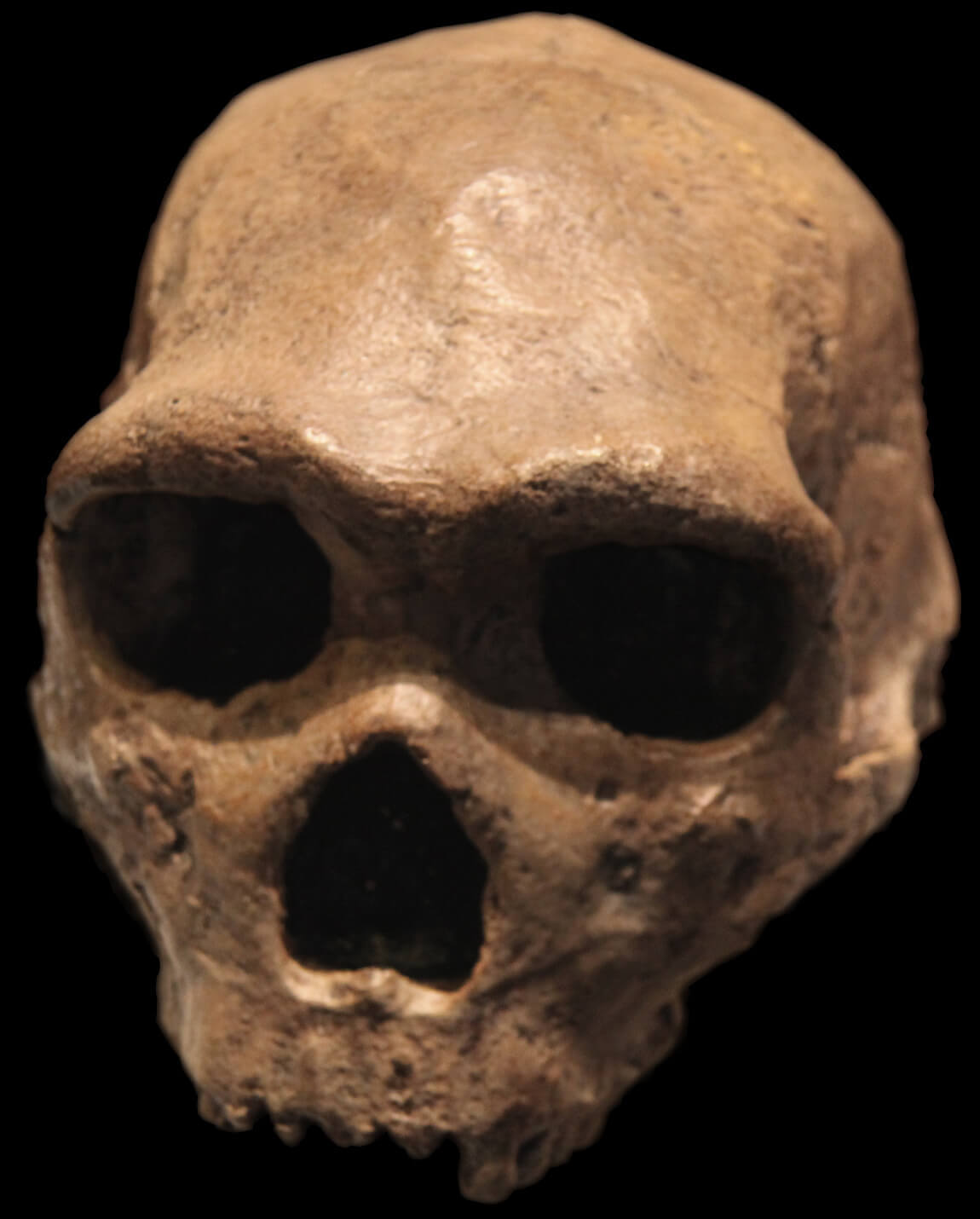
Homme de Petralona

### Interprétations divergentes
À partir de 2009, le changement complet de datation, couplé au constat renouvelé de l'absence de caractères néandertaliens, laisse imaginer une réécriture du scénario de l'Homme de Ceprano : loin de représenter une première sur le sol européen, il illustrerait alors au contraire la diversité du Pléistocène moyen, aux côtés de sites comme la Sima de los Huesos, Aroeira, Tautavel, et Montmaurin. Ces variations de caractères démontreraient la coexistence de plusieurs espèces, ou bien une forte variabilité intra-spécifique.
Cette variabilité permet d'imaginer plusieurs possibilités taxonomiques pour lier ce crâne aux autres fossiles humains connus du Pléistocène moyen, comme en faire lui-même un Homo heidelbergensis, ou une de ses sous-espèces. Lors de la nouvelle reconstruction de 2017, les défenseurs de cette branche italienne d'Homo heidelbergensis réaffirment leur thèse. Dans cette interprétation, cette espèce embrasserait un vaste hypodigme qui représenterait les ancêtres et cousins des Néandertaliens et des Dénisoviens,. Une étude paléogénétique de 2016 date leur ancêtre commun avec Homo sapiens d'environ 660 000 ans.
Phylogénie des espèces récentes du genre Homo, 
d'après Strait, Grine & Fleagle (2015),
et Meyer & al. (2016) :
|  | Homo heidelbergensis †                                                          |
|  |                                                                                 |
|  | \| \| Homo denisovensis † \| \| \| \| \| \| Homo neanderthalensis † \| \| \| \| |
|  |                                                                                 |
|  | Homo denisovensis †                                                             |
|  |                                                                                 |
|  | Homo neanderthalensis †                                                         |
|  |                                                                                 |

|  | Homo denisovensis †     |
|  |                         |
|  | Homo neanderthalensis † |
|  |                         |

|  | Homo rhodesiensis † |
|  |                     |
|  | Homo sapiens        |
|  |                     |

|  | Homo heidelbergensis †                                                          |
|  |                                                                                 |
|  | \| \| Homo denisovensis † \| \| \| \| \| \| Homo neanderthalensis † \| \| \| \| |
|  |                                                                                 |
|  | Homo denisovensis †                                                             |
|  |                                                                                 |
|  | Homo neanderthalensis †                                                         |
|  |                                                                                 |

|  | Homo denisovensis †     |
|  |                         |
|  | Homo neanderthalensis † |
|  |                         |

|  | Homo rhodesiensis † |
|  |                     |
|  | Homo sapiens        |
|  |                     |

|  | Homo heidelbergensis †                                                          |
|  |                                                                                 |
|  | \| \| Homo denisovensis † \| \| \| \| \| \| Homo neanderthalensis † \| \| \| \| |
|  |                                                                                 |
|  | Homo denisovensis †                                                             |
|  |                                                                                 |
|  | Homo neanderthalensis †                                                         |
|  |                                                                                 |

|  | Homo denisovensis †     |
|  |                         |
|  | Homo neanderthalensis † |
|  |                         |

|  | Homo rhodesiensis † |
|  |                     |
|  | Homo sapiens        |
|  |                     |

|  | Homo heidelbergensis †                                                          |
|  |                                                                                 |
|  | \| \| Homo denisovensis † \| \| \| \| \| \| Homo neanderthalensis † \| \| \| \| |
|  |                                                                                 |
|  | Homo denisovensis †                                                             |
|  |                                                                                 |
|  | Homo neanderthalensis †                                                         |
|  |                                                                                 |

|  | Homo denisovensis †     |
|  |                         |
|  | Homo neanderthalensis † |
|  |                         |

|  | Homo rhodesiensis † |
|  |                     |
|  | Homo sapiens        |
|  |                     |

|  | Homo heidelbergensis †                                                          |
|  |                                                                                 |
|  | \| \| Homo denisovensis † \| \| \| \| \| \| Homo neanderthalensis † \| \| \| \| |
|  |                                                                                 |
|  | Homo denisovensis †                                                             |
|  |                                                                                 |
|  | Homo neanderthalensis †                                                         |
|  |                                                                                 |

|  | Homo denisovensis †     |
|  |                         |
|  | Homo neanderthalensis † |
|  |                         |

|  | Homo rhodesiensis † |
|  |                     |
|  | Homo sapiens        |
|  |                     |

|  | Homo heidelbergensis †                                                          |
|  |                                                                                 |
|  | \| \| Homo denisovensis † \| \| \| \| \| \| Homo neanderthalensis † \| \| \| \| |
|  |                                                                                 |
|  | Homo denisovensis †                                                             |
|  |                                                                                 |
|  | Homo neanderthalensis †                                                         |
|  |                                                                                 |

|  | Homo denisovensis †     |
|  |                         |
|  | Homo neanderthalensis † |
|  |                         |

|  | Homo rhodesiensis † |
|  |                     |
|  | Homo sapiens        |
|  |                     |

|  | Homo heidelbergensis †                                                          |
|  |                                                                                 |
|  | \| \| Homo denisovensis † \| \| \| \| \| \| Homo neanderthalensis † \| \| \| \| |
|  |                                                                                 |
|  | Homo denisovensis †                                                             |
|  |                                                                                 |
|  | Homo neanderthalensis †                                                         |
|  |                                                                                 |

|  | Homo denisovensis †     |
|  |                         |
|  | Homo neanderthalensis † |
|  |                         |

|  | Homo rhodesiensis † |
|  |                     |
|  | Homo sapiens        |
|  |                     |

|  | Homo heidelbergensis †                                                          |
|  |                                                                                 |
|  | \| \| Homo denisovensis † \| \| \| \| \| \| Homo neanderthalensis † \| \| \| \| |
|  |                                                                                 |
|  | Homo denisovensis †                                                             |
|  |                                                                                 |
|  | Homo neanderthalensis †                                                         |
|  |                                                                                 |

|  | Homo denisovensis †     |
|  |                         |
|  | Homo neanderthalensis † |
|  |                         |

|  | Homo rhodesiensis † |
|  |                     |
|  | Homo sapiens        |
|  |                     |

## Conservation
Le fossile est actuellement conservé à la surintendance du Service d'Anthropologie pour le Patrimoine Archéologique du Latium.